# Tabanus acallosus
Tabanus acallosus är en tvåvingeart som beskrevs av Philip 1961. Tabanus acallosus ingår i släktet Tabanus och familjen bromsar. Inga underarter finns listade i Catalogue of Life.